# نادي آكتوبه
إف كي أكتوبي، هو ناد كازاخي لكرة القدم تأسس سنة 1967 ومقره في أكتوبي. وهو يلعب في دوري كازاخستان الممتاز. يلعب الفريق في الملعب الرئيسي في أكتوبي ويسع 13,500 متفرج.